# HD 120033
HD 120033，又名BD-08 3639，SAO 139544、HR 5178，是一颗恒星，视星等为6.05，位于銀經324.99，銀緯50.76，其B1900.0坐标为赤經13h 41m 56.2s，赤緯-9° 50.76′ 30″。